# Xumni (Khabàrovsk)
|  | Per a altres significats, vegeu «Xumni». |

Xumni (en rus: Шумный) és un poble (un possiólok) del krai de Khabàrovsk, a Rússia, que el 2018 tenia 280 habitants. Pertany al districte rural de Viàzemski.